# Geroid Tanquary Robinson
Geroid Tanquary Robinson(ur. 1892, zm. 1971) – amerykański historyk, badacz dziejów Rosji.

## Życiorys
Początkowo studiował w Stanford University. Studia przerwał na okres I wojny światowej, ukończył je na Columbia University. Następnie wykładowca tej uczelni. W okresie II wojny światowej pracownik Office of Strategic Services. Założyciel i pierwszy kierownik Columbia Russian Institute. Od 1949 profesor Harvard University. 

## Wybrane publikacje
- Rural Russia under the old régime: a history of the landlord-peasant world and a prologue to the peasant revolution of 1917, Berkeley - Los Angeles: University of California Press 1965.